# Смит, Джейми Рене
Джейми Рене Смит (англ. Jamie Renée Smith; род. 10 апреля 1987, Манхэттен, Нью-Йорк, США) — американская актриса кино и телевидения, лауреат премии «Молодой актёр».

## Биография
Джейми Рене Смит родилась в 1987 году в Нью-Йорке. Она дебютировала на телевидении в 6-летнем возрасте, появившись в ситкоме «Спасённые звонком: Годы колледжа». В 1996 году исполнила одну из ведущих ролей в direct-to-video фильме «Дети кукурузы 4: Сбор урожая», сиквеле фильма «Дети кукурузы». В 1997 году снялась в фильме «Пик Данте». За эту роль она удостоилась премии «Молодой актёр» в категории «Лучшая работа в художественном фильме — молодая актриса в возрасте десяти лет и младше». Также получила эту премию за игру в эпизоде телесериала «Скорая помощь» и главную роль в телефильме My Last Love. Помимо этого, Смит снялась в ряде других фильмов и телесериалов.

## Избранная фильмография
| Год  |   | Русское название | Оригинальное название | Роль   |
| ---- | - | ---------------- | --------------------- | ------ |
| 2012 | с | Настоящая кровь  | True Blood            | Мелани |
| 2014 | с | Погоня за жизнью | Chasing Life          | Дана   |